# 재팬타운

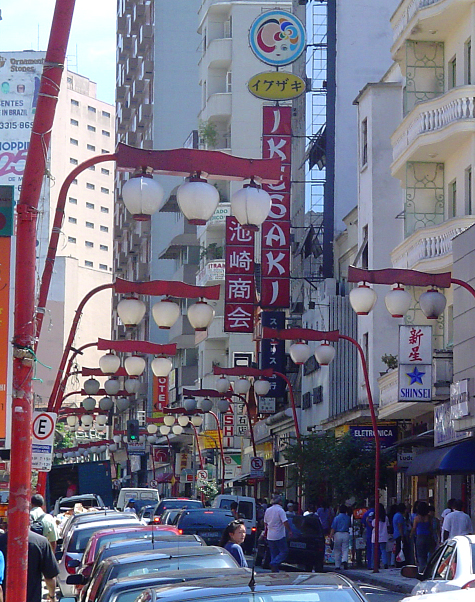
상파울루의 재팬타운

재팬타운(영어: Japantown)는 일본 이외의 지역에서 일본인이나 일본계 사람들이 밀집하여 사는 지구를 말한다. 근대 이전의 일본인 지구는 니혼마치(일본어: 日本町)라고 한다. 현대의 일본인 지구는 닛케이진이 다수 진출한 아메리카 대륙에 집중되어 있으나, 아시아나 유럽 등의 다른 대륙에도 소규모의 일본인 지구가 있다.

## 역사

### 니혼마치(日本町)
일본의 주요 무역국 중 하나였던 조선에서는 기해동정(대마도 정벌) 이후 대마도 측의 무역 요청에 따라 1443년에 계해조약을 통해 삼포(부산포, 내이포(현재의 진해), 염포(현재의 울산))에서 일본인의 무역 및 체류를 허가했다. 조선 조정의 통제에 불만을 품은 일본인들이 대마도의 지원하에 난을 일으키고(삼포왜란), 임진왜란이 일어나면서 조선의 일본인 지구는 폐쇄되었으나, 이후 에도 막부와의 교섭을 통하여 부산의 초량왜관은 근대까지 지속되었다.
16~17세기 슈인선 곧 붉은 도장을 찍은 문서로써 일본 정부의 무역 허가를 받은 일본 선단은 동남아시아 각국과 무역을 하였고, 이에 따라 다수의 일본인 지구가 생겨났다. 최대 규모는 태국의 아유타야 니혼마치이며, 이외에 베트남의 호이안, 말레이 반도의 파타니 왕국, 캄보디아의 프놈펜, 필리핀 마닐라 등에도 일본인 지구가 존재했다. 그러나 도쿠가와 막부의 지속적인 쇄국정책으로 일본 본토와의 교류가 끊어지면서 이들 일본인 지구는 점차 현지인과 동화되어 사라졌다.

### 조계
아편전쟁 이후 중국에 영국의 조계가 설치된 것을 시초로, 19세기 후반부터 20세기 전반에 걸쳐 열강제국의 치외법권을 보장하는 불평등한 거주지인 조계가 중국에 설치되었다. 일본도 청일전쟁의 승리 이후, 톈진, 한커우 등에 일본인거류지라는 이름으로 조계를 설치했다. 이들 조계에는 일본의 치외법권 및 행정권 및 사법권이 미치고 있었다. 상하이에는 별도의 일본조계가 없는 대신 다른 유럽열강들과 함께 공동조계를 형성하여 일본인 거주자가 많은 훙커우등을 일본조계라고 부르기도 했다.
일본의 대륙침략이 본격화되면서 괴뢰국 만주국이 수립되어 많은 일본인들이 만주국내로 이주해 왔다. 이들은 만주국내에서 특권을 누리고 있었으나, 제2차 세계 대전 종료와 동시에 모두 본국으로 귀환했다.
조선도 1877년 1월 30일 부산항조계조약을 통하여 청, 미국, 영국, 독일, 러시아 등과 수호통상조약을 체결하고 조계를 개설하였다. 실제 인천 중구 북성동 차이나타운, 신포동 신포시장, 인천광역시 해안성당(중국인 천주교 신자들이 신앙생활을 한 성당), 인천광역시 중구청 앞 거리(일본인 조계)는 중국과 일본 사람들의 조계 및 중국 사람들이 개척한 전통시장이며, 인천 중구청 앞에는 일본 사람들이 조계에서 살 때에 나무로 지은 건물들이 있다. 중국과 일본 조계는 표지석으로 구분했다. 일제의 한국병합 이후에는 일본 이외의 조계는 모두 사라졌다. 일제 기간에 한반도에는 약 100만명에 이르는 일본인이 거주하여 각지에서 조선인 거주지역과 상당히 격리된 일본인 지구를 이루어 살았다. 이들 중 대부분은 만주의 일본인과 마찬가지로 패전 이후 본국으로 귀환했다.

## 근대의 재팬타운
기록이 존재하는 일본인 최초의 근대적 이민은 메이지 원년인 1868년 막부와 영국인 브로커 사이의 계약에 의해 153명이 하와이로 노동이민으로 건너간 일이었다. 그러나 이 계약은 뒤이은 메이지 정부에 의해서는 인정받지 못하여 여권 없이 도항한 불법이민으로 간주되었다. 그 후 메이지 정부 공인하에 1885년 하와이 국왕의 일본방문과 맞물려 19세기 말부터 2차세계대전 직후까지 지속적으로 이민이 이루어졌다. 대부분 아메리카 대륙(특히 미국 및 브라질)에 집중되었으며, 소작농업, 양계, 과수재배 등에 종사하였다. 이러한 이민 대열은 60년대 이후 일본의 고도 경제 성장에 따라 점차 노동이민은 감소하고, 여유있는 계층이 교육이나 구미제국에 대한 동경 등의 개인적인 이유에 의해 소규모로 진출하는 경우로 바뀌었다. 노동이민의 후손인 닛케이진의 재팬타운과 일본 경제성장 이후의 유학생, 단기체류자, 기업인 등이 주로 모여 형성된 뉴 재팬타운은 이와는 여러모로 양상을 달리하고 있다.

## 주요 재팬 타운

### 북미
북미의 재팬타운은 메이지 시대 이민에 의해 처음 형성되었다. 미국에서 경제적으로 더 나은 삶을 영위할 수 있으리라 생각한 일본인들은 더 나은 삶을 위하여 미국과 캐나다로 이주하였고, 시간이 지나면서 미국 및 캐나다에서 일본인 지구가 생겨났다. 한때 캘리포니아에는 로스앤젤레스의 리틀도쿄 같은 커다란 재팬타운에서 유바 카운티의 작은 농장 커뮤니티에 이르기까지 다양한 규모의 재팬타운이 존재했다. 이들 커뮤니티는 보통 이주 자녀들을 위하여 일본인학교, 절(신도 포함)및 교회, 일본인 병원 등의 시설을 갖추고 있었다. 2차 세계대전 중의 일본계 강제수용의 여파로 많은 재팬 타운은 사라지거나 쇠락했다. 이들 오래된 재팬타운들은 일본계들의 현지동화 및 경제권 쇠락으로 일본 토산품 및 일본 관련 상품을 파는 가게만 늘어서 있거나 빈곤 및 우범지대로 전락한 곳이 있다. 미국 내에는 상업 활성화, 재건축 및 일본계 인구 흡인 등의 해결과제에 당면해 있는 3개의 공인 재팬타운이 있다.
1. 미국내 공식 재팬타운 및 일본계 밀집지역

- 캘리포니아주 샌프란시스코 재팬타운
- 캘리포니아주 새너제이 재팬타운
- 캘리포니아주 로스앤젤레스 리틀도쿄

- 하와이주
- 워싱턴주 시애틀
- 오리건주 포틀랜드
- 콜로라도주 덴버의 사쿠라 스퀘어

### 남미

#### 브라질
브라질 최대 도시인 상파울루의 중심지인 리베르다지 지구는 입구에 대형 도리이가 설치되어있어 재팬타운임이 드러나며, 중심부에는 대규모의 일본식 정원이 꾸며져 있고 가로등이 일본식 제등의 모양을 띄는 등, 일본적인 정취를 살려낸 곳이다. 닛케이진이 경영하는 호텔, 일식 레스토랑, 서점 등이 있고 상파울루 재주의 주재원이나 브라질인 등의 현지인들도 다수 거주한다. 현재는 한국, 중국, 대만 출신의 이민자들과 닛케이진의 현지동화에 따라 동아시아인 거리로 개념이 확대되고 있으나, 주류 거주자는 여전히 일본계이다. 상파울루에는 일본인 학교, 일본인 유치원, 학원 등이 있으나, 부지 문제로 재팬타운이 아닌 주변지역이나 외곽에 설치되어 있다.

#### 볼리비아
볼리비아 산타크루스 주의 "산 후안 데 야파카니"에는 2차 세계대전 이후인 1950년대부터 이주자들이 살기 시작하여 현재도 국제협력기구 등의 원조를 통해 일본 본국과의 관계를 유지하고 있다. 1965년 볼리비아 정부로부터 자치촌의 자격을 부여받고, 2001년에는 시로 승격되었다.
또한 같은 주의 "콜로니아 오키나와"는, 1954년 GHQ 지배 하에 당시 미국이 직접 지배하고 있었던 오키나와 출신자들이 볼리비아 정부와 미 군정 사이의 계획에 따라 집단이민하여 정착한 곳이다. 오키나와가 일본에 양도되기 전에 미군정 및 류큐 정부의 지원을 받았고, 이후에는 일본 정부의 원조를 받고 있다. 2000년 자치권을 획득하였다.

### 유럽

#### 독일
독일 뒤셀도르프에는 많은 일본 기업들의 유럽 활동 거점이 위치해 있는 까닭에 일본인 지구가 발전하였으며, 특히 4구의 오버카셀(Oberkassel) 지역은 일본인의 비율이 상대적으로 높은 편이다. 유럽 최대의 일본식 절, 백화점, 영사관, 식료품점, 서점 등이 들어서 있고, 여름에는 일본식 마쓰리도 선보인다. 뒤셀도르프 주변 지역에도 상당한 일본계 인구가 거주한다.

#### 기타
프랑스 파리의 오페라 가르니에, 오페라 거리 주변에는 일본계 백화점, 은행, 일본 상점 등이 밀집되어 있다.
또한 영국 런던의 레스터 광장 주변에도 역시 일본계 가게 및 음식점이 다수 들어서 있다.

### 아시아

#### 서울의용산구이촌동(대한민국)
서울에는 일본인주재원과 가족등이 1700명 살고 있는 것으로 추산되나 그 중 1300명이 용산구 이촌동에 집중되어 있다. 일본인 대상의 상점및 일본인학교, 유치원, 일본인전용 은행창구등이 갖추어져 있다.

#### 상하이의 구베이 신구 (중국)
일본영사관에 가까운 구베이(古北)에 일본인 주재원들이 집중해 있어 일본촌이라고 불린다.

#### 방콕(태국)
태국 거주 일본인의 수는 수만명이라고 하며, 그 대부분이 수도 방콕에 집중되어 있다. 방콕 거주 일본인들은 스쿰윗 거리 33/1을 중심으로 다수 거주하며, 일본가게, 요리점, 서점등이 집중되어 있다.

#### 자카르타의 블록 M 지구(인도네시아)
자카르타에는 약 7000명의 일본인이 거주한다. 대부분이 블록 M 지구와 그 주변에 살고 있다. 1998년의 반화교폭동이후 거주자수가 눈에 띄게 감소하였다.

## 같이 보기
- 일본계 외국인
- 코리아타운
- 차이나타운